# چک ۲۶/۱۱-ال چیچه‌وطنی
چک ۲۶/۱۱-ال چیچه‌وطنی (به انگلیسی: Chak 26/11-L) یک روستا در پاکستان است که در پنجاب واقع شده‌است. چک ۲۶/۱۱-ال چیچه‌وطنی ۱۶۷ متر بالاتر از سطح دریا واقع شده‌است.